# São João Baptista (Entroncamento)
São João Baptista is een freguesia in de Portugese gemeente Entroncamento.

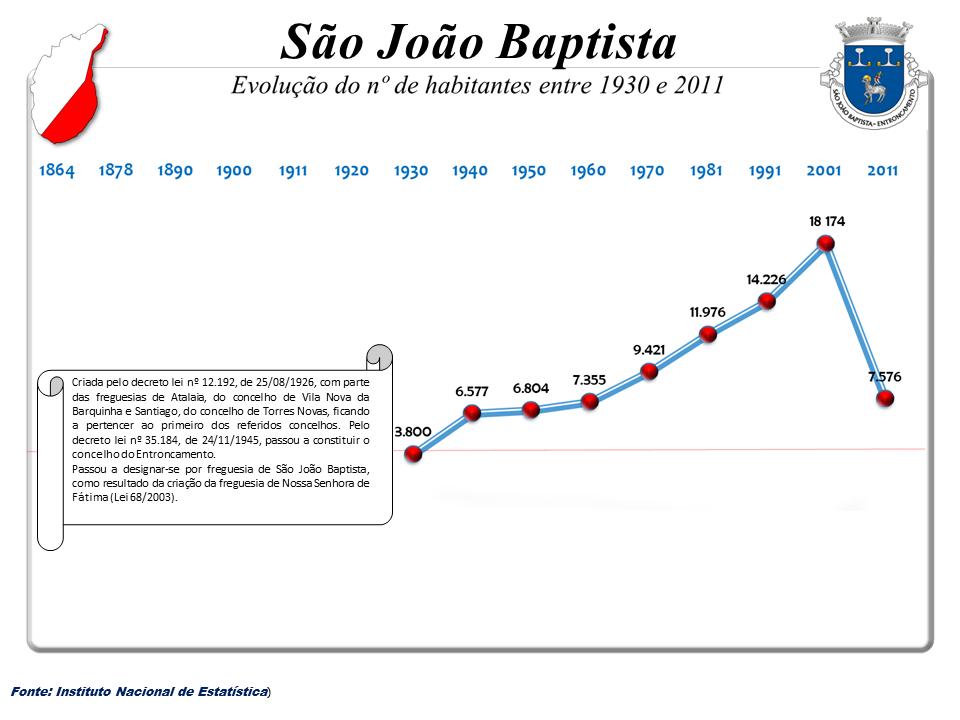
Bevolkingsontwikkeling tussen 1864 en 2011